# Salobrena atropurpurea
Salobrena atropurpurea är en fjärilsart som beskrevs av George Francis Hampson 1906. Salobrena atropurpurea ingår i släktet Salobrena och familjen mott. Inga underarter finns listade i Catalogue of Life.